# 공민증
공민증(公民證)은 조선민주주의인민공화국의 주민등록증이다.

## 발급
조선민주주의인민공화국공민은 살고있는 지역의 사회안전기관에 거주등록을 하여야 한다. 이 경우 거주등록신청서를 내야 한다. 거주등록신청서에는 이름, 성별, 출생일, 출생지, 거주지 같은 것을 밝혀야 한다.
출생증, 공민증, 평양시민증은 조선민주주의인민공화국 공민임을 확인하는 증서이다. 출생등록을 한 공민에게는 출생증을, 17살이상의 공민에게는 공민증을, 평양시에 거주하는 17살이상의 공민에게는 평양시민증을 준다.

## 반납 및 회수
공민이 조선인민군, 조선사회안전군, 사회안전기관, 안전보위기관에 입대하거나 또는 사망하였거나 정신병에 걸렸거나 공화국국적에서 제적되였을 경우에는 출생증, 공민증, 평양시민증을 거주 하던 지역의 사회안전기관에 바친다.
재판소의 판결에 의하여 무기로동교화형, 유기로동교화형을 받았을 경우에는 출생증, 공민증, 평양시민증을 회수한다. 그러나 집행을 유예하는 판결을 받은자의 출생증, 공민증, 평양시민증은 회수하지 않는다.